# Per la santa Candelora se nevica o se plora dell'inverno siamo fora

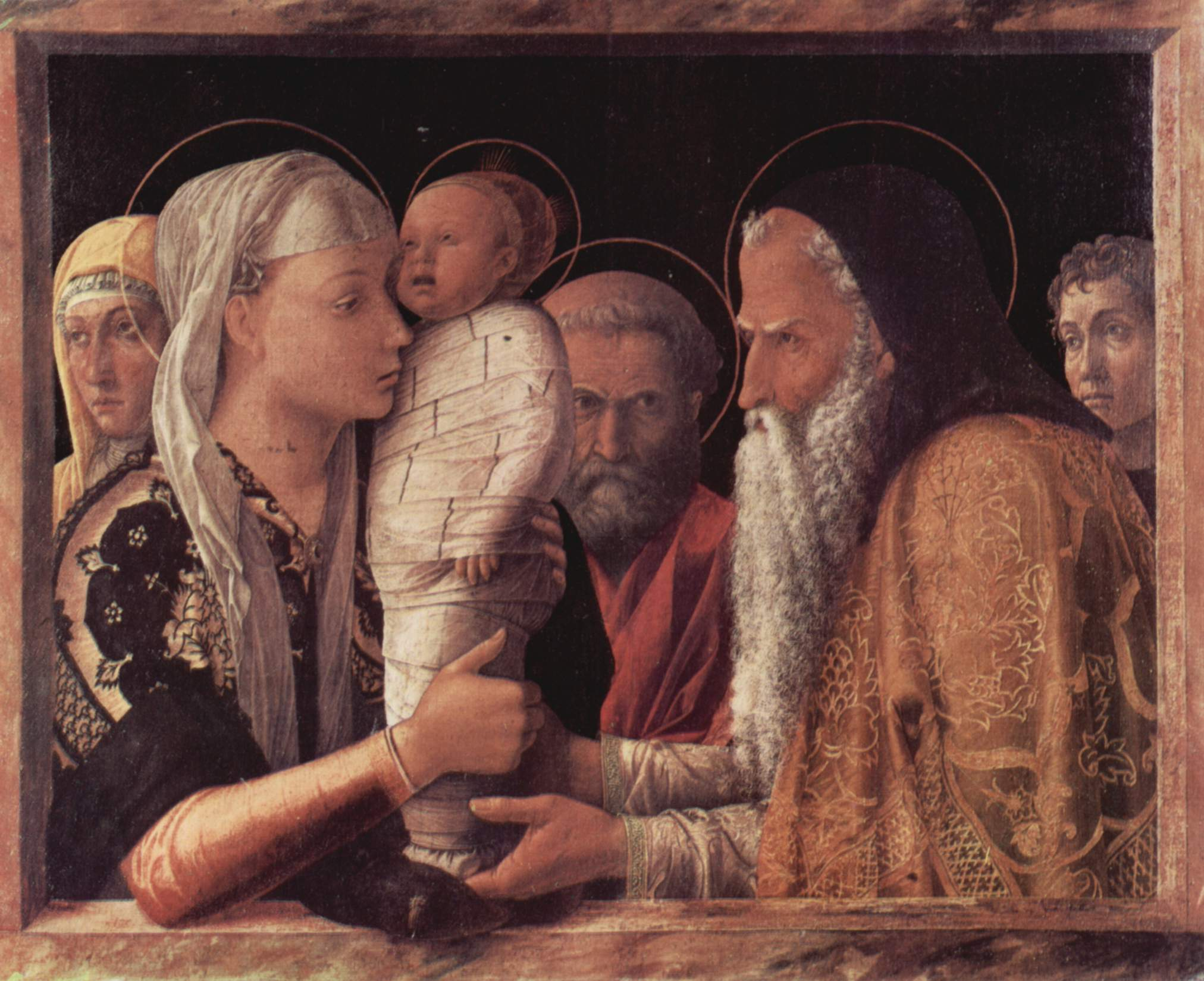
Festa della Candelora
Presentazione di Gesù al tempio di Andrea Mantegna, 1544 circa

Per la santa Candelora se nevica o se plora dell'inverno semo fora ma se plora e tira vento dell'inverno semo dentro , è un antico proverbio popolare, riferito al rituale della Candelora, introdotto da Papa Gelasio I intorno all'anno 474 d.C., in sostituzione della cerimonia pagana dei Lupercali.
È un proverbio che riguarda le stagioni.

## Il rito della Candelora
La parola Candelora deriva dal latino festa candelarum e va messa in relazione con l'usanza di benedire le candele, prima di accenderle e portarle nella processione.

I ceri vengono conservati nelle abitazioni dei fedeli per essere riutilizzati, come accadeva in passato, per ingraziarsi le divinità pagane, durante calamità meteorologiche, oppure nell'assistenza di una persona gravemente malata, o nel caso di epidemie, o nell'attesa del ritorno di qualcuno momentaneamente assente, o infine, come accade attualmente, in segno di devozione cristiana.
Anticamente, i seguaci dei riti magici, nel giorno della Candelora verificavano se una persona era colpita da malocchio seguendo queste modalità: immergevano tre capelli dell'interessato in una bacinella d'acqua seguiti da tre gocce di olio, precedentemente messo a contatto col dito dell'individuo. A questo punto, secondo i seguaci della magia, se le gocce restavano intere e collocate nel centro della bacinella, il soggetto non era stato affetto da malocchio, in tutti gli altri casi invece sì.

## Candelora e il clima
In molte culture esistono tradizioni che attribuiscono al 2 febbraio, giorno della Candelora e della "Purificazione, detto anche "giornata delle Cere", una capacità di prevedere la fine dell'inverno, come nel caso del Giorno della marmotta negli Stati Uniti e nel Canada. Il 2 febbraio è oggetto di numerosi proverbi dialettali meteorologici, anche in contrasto fra loro. Non sembrano comunque esserci correlazioni statistiche significative tra il tempo atmosferico nel giorno della Candelora e quello del restante mese di febbraio .

### La Candelora e la vernata
Questa è una versione in dialetto napoletano riguardo alla Candelora e la fine dell'inverno:
A Cannelora
Vierno è fora!
Risponne San Biase:
Vierno mo' trase!
dice a vecchia dint' a tana:
...nce vo' 'nata quarantana!
cant' o monaco dint' o refettorio:
tann' è estate quann' è Sant'Antonio!
(«Alla Candelora l'inverno è finito! Risponde San Biagio "L'inverno ora inizia!". Dice la vecchia dentro la tana "Ne mancano ancora 40". Canta il monaco dal refettorio "L'estate arriva quando viene Sant'Antonio"». Ovviamente ci si riferisce a S. Antonio da Padova, che ricorre il 13 giugno, e non a S. Antonio abate, che ricorre il 17 gennaio.)
Il dialetto foggiano esprime questi proverbi sulla Candelora e l'inverno:
Se p'a Cannelore ne chòve
'u virne se ne more
("Se nella Candelora non piove/ l'inverno muore." G.Ruggiero)
A Cannelore, a vernate esce fore. Respunnija a vecchija arraggiate: nun è sciuta a vernate se nun arrive 'a 'Nnunziate, e se vuje esse chiù secure, quanne calane i meteture
("Alla Candelora l'inverno esce fuori. Rispose la vecchia arrabbiata: non è uscito l'inverno se non arriva l'Annunziata (25 marzo) e se vuoi essere più sicuro, quando calano i mietitori." G. Donatacci)
Se la candeila a fa cer, n'aut inver
("Se la candela rischiara, (ci sarà) un altro inverno", dialetto canavesano)

### La Candelora e il vino
Il 2 febbraio è uno di quei giorni, dispiegati nel calendario, utili, in base alle credenze popolari, per trarre auspici per il futuro, per predire l'esito dei raccolti. In fondo, da un punto di vista tecnico-agricolo, è effettivamente importante che, in certe fasi dello sviluppo del grano e della vite, le condizioni meteorologiche siano favorevoli.

### La Candelora, la pioggia e la neve
(dialettale romagnolo)
("Se piove per la Candelora si rinnovano quaranta giorni d'inverno").
In questo caso, il proverbio romagnolo vuole evidenziare come la giornata della Candelora si trovi a metà strada tra il Natale e la metà di marzo, quindi non è impossibile che altri quaranta giorni di cattivo tempo possano trascorrere prima degli attesi spiragli primaverili.

### La Candelora, la pioggia ed il vento
(dialettale triestino)
("Se per la festa della Madonna della Candelora c'è sole e c'è la Bora, siamo fuori dall'inverno; ma se piove o c'è vento, siamo ancora in inverno.")
(dialettale veneto)
("Dalla festa della Madonna della Candelora siamo fuori dall'inverno; ma se piove o c'è vento, siamo ancora in inverno.")
(dialettale calabrese)
("Alla Candelora dell'inverno siamo fuori, ma se piove e tira vento siamo ancora dentro l'inverno ")
(dialettale umbro)
("Quando c'è la Madonna Candelora siamo usciti dall'inverno, ma se piove e tira vento allora è ancora inverno")
(dialettale veneto)
("Col giorno della Candelora dall'inverno siamo fuori; ma se piove o c'è vento, siamo ancora dentro l'inverno.")
(dialettale toscano)
("Per la Candelora, se piove o se grandina, siamo usciti dall'inverno; ma se c'è il sole più o meno sereno, siamo ancora in mezzo all'inverno")
(dialettale lodigiano)
("Il giorno della Candelora siamo fuori dall'inverno, ma se piove, nevica o c'è il vento, andiamo dentro nel (pieno) inverno")

### La Candelora e le uova
(dialettale salentino)
("Dalla Candelora ogni uccello fa le cova"). In questo caso il proverbio ci proietta verso Pasqua.
(dialettale calabrese)
("Per la Candelora, chi non ha carne si impegna la figliola").
Questa è invece una versione calabrese riguardo alla Candelora.

### La Candelora, l'orso e la terra
(dialettale piemontese)
("Se l'orso alla Candelora fa asciugare la paglia (il giaciglio), si rientra nell'inverno").
Il proverbio, noto in Piemonte e Valle d'Aosta, ci riporta sia alla credenza dell'orso lunare, che esce dalla tana nella notte del 1º febbraio e osservando la posizione della luna percepisce se la primavera è in arrivo, sia al Santo che si festeggia proprio in questo giorno: sant'Orso. Il pagliericcio, messo ad asciugare nel primo giorno di febbraio, rimanda direttamente alla maschera dal momento che, il "materasso" su cui dormivano i contadini era, per l'appunto, fatto di paglia o foglie secche.
In altre regioni viene utilizzato il lupo o il leone come protagonista simbolico di questo proverbio che esplora le dinamiche interne della terra, che proprio nel momento di maggior gelo, ricominciano a risvegliare gli elementi assopiti e quindi al di sotto di una superficie brulla corrisponde una vita intensa.

Non è un caso se il termine febbraio derivi dal latino februus ("purificante"), associato al periodo annuale di purificazione e quindi di rinascita della natura e dello spirito.